# Lợn Bảo Lạc
Lợn Bảo Lạc là một giống lợn được nuôi từ lâu ở Việt Nam, thực chất một nhóm lợn nội, được đánh giá là thuần chủng, có đặc điểm, ngoại hình đa dạng, được nuôi từ lâu đời ở huyện Bảo Lạc, tỉnh Cao Bằng của Việt Nam. Trong điều kiện nuôi dưỡng lạc hậu ở vùng núi đá, lợn Bảo Lạc có tầm vóc nhỏ và khả năng sinh sản không cao. Tuy nhiên, nhóm lợn này thích nghi tốt với điều kiện tự nhiên, tập quán và trình độ sản xuất của người dân vùng cao, chất lượng thịt thơm ngon. Có ý kiến cho rằng, đây là giống lợn có nguồn gốc từ Trung Quốc. 

## Đặc điểm ngoại hình
Căn cứ vào màu sắc lông, da, các nhà khoa học đã phân loại lợn thành sáu nhóm như sau:
- Nhóm lợn đen có 6 điểm trắng ở 4 chân, chỏm đuôi, và có khoáy lông trắng giữa trán. Lợn thuộc nhóm này có mình ngắn, mõm nhỏ và ngắn, tai nhỏ hơi cúp, lưng hơi võng, chân nhỏ và đi bằng bàn.
- Nhóm lợn đen có dải lông trắng vắt quanh vai ngực. Lợn thuộc nhóm này có thân cao và to, thân dài, lưng thẳng, mõm dài và thẳng, bụng gọn, tai to rủ xuống mặt, chân cao và đi bằng ngón.
- Nhóm lợn đen có 6 điểm trắng ở 4 chân, chỏm đuôi và ở trán nhưng không có khoáy; đặc trưng là toàn thân có lông thưa, da xám và mỏng; thân hình cân đối chắc chắn, dài hơn nhóm có khoáy nhưng lại ngắn hơn nhóm có dải lông trắng, mõm dài và hơi cong, tai to và hơi cúp, lưng tương đối thẳng, bụng gọn hơi xệ, chân thẳng cao và đi bằng ngón.
- Nhóm lợn khoang đen trắng: đầu cổ ngắn, mặt nhỏ, thân ngắn, chân nhỏ ngắn, lưng thẳng, có lông bờm gáy ngắn, bụng xệ gần xát đất.
- Ngoài ra, hai nhóm còn lại là: nhóm lợn đen tuyền toàn thân, thân dài và nhóm lợn toàn thân có lông mầu nâu đỏ. Đây là nhóm có tầm vóc nhỏ nhất so với các nhóm trên.

## Khả năng sinh trưởng và cho thịt
Lợn có khả năng sinh trưởng chậm, khối lượng lúc 8 tuần tuổi đạt 4,80 kg/con, nuôi thịt 12 tháng tuổi đạt 51,98 kg/con. Khả năng cho thịt tương đối cao: tỷ lệ thịt xẻ đạt 84,05%%, tỷ lệ nạc là 35,50%, tỷ lệ mỡ là 41,77%.

## Khả năng sinh sản
So với các giống lợn khác, lợn cái Bảo Lạc có khả năng thành thục sinh dục tương đối chậm. Lợn nái động dục lần đầu lúc 165,38 ngày tuổi khi đạt 18,03 kg/con; chu kỳ động dục là 20,10 ngày tương tự như các giống lợn khác, thời gian động dục 4,21 ngày. Tuổi phối giống lần đầu 235,66 ngày tuổi, khi đạt 28,80 kg/con. Thời gian động dục trở lại sau đẻ là 95,14 ngày.
Khả năng sinh sản của lợn nái Bảo Lạc cũng thấp: số con sơ sinh 7,65 con/ổ, khối lượng sơ sinh 0,48 kg/con, số con còn sống tới cai sữa 7,03 con/ổ, khối lượng lúc 21 ngày tuổi là 15,97 kg/ổ, lúc 60 ngày tuổi là 35,30 kg/ổ. Mỗi năm, lợn đẻ 1,74 lứa.